# Ochraethes zebratus
Ochraethes zebratus är en skalbaggsart som beskrevs av Bates 1885. Ochraethes zebratus ingår i släktet Ochraethes och familjen långhorningar.
Artens utbredningsområde är Guatemala. Inga underarter finns listade i Catalogue of Life.